# Бурбони
Бурбо̀ните (ед. ч.: Бурбо́н; на френски: Bourbon, на испански: Borbón, на италиански: Borbone) са европейска династия, произхождаща от френската династия на Капетингите. Бурбоните са крале на Навара (1555 – 1620); крале на Франция (1589 – 1792, 1814 – 1815, 1815 – 1848), крале на Испания (1700 – 1808, 1814 – 1868, 1874 – 1931 и от 1975), херцози на Парма (1731 – 1736, 1748 – 1802, 1847 – 1860), крале на Неапол (1734 – 1799, 1799 – 1806, 1815 – 1816), крале на Сицилия (1734 – 1816), херцози на Лука (1815 – 1847), крале на Двете Сицилии (1816 – 1861), велики херцози на Люксембург (от 1964).

## Династия на Бурбоните във Франция и Навара

### Сеньори дьо Бурбон
Родовото име на династията се свързва със сеньорията Бурбон-Д’Аршамбо, разположена в Централна Франция. Първият познат в историята владетел на Бурбон е Адемар (края на 10-ти век). За него се предполага, че е потомък на Каролингите. В средата на 13-ти век прекъсва пряката мъжка линия на неговите потомци. През 1272 г. Беатрис, единствената наследница на това владение, се омъжва за граф Робер дьо Клермон, най-малкия син на френския крал Луи IX Свети. По този начин се поставя началото на новата фамилия Бурбон, произхождаща от кралската династия на Капетинги. До 1589 г., когато се възкачват на престола, нейните представители са сред най-могъщите феодали на Франция. Робер дьо Клермон е баща на: Луи I; Жан дьо Шароле, Пиер († сл. 1329), архидякон на парижката катедрала „Нотр Дам“; Бланш, омъжена за Робер VII, граф на Оверн и Булон; Мария, станала монахиня; Маргарита, съпруга на граф Жан I дьо Намюр. Граф Жан дьо Шароле (†1316), вторият син на Робер дьо Клермон, сключва брак с Жана дьо Аржи и има две дъщери: Беатрис, омъжена за граф Жан I д’Арманяк, и Жана, съпруга на граф Жан I дьо Монфор, наследил по-късно и графствата Оверн и Булон.

### Херцози дьо Бурбон
Луи I дьо Бурбон, първородният син на Робер дьо Клермон, получава през 1327 г. херцогска титла от френския крал Шарл IV. Той се жени за Мария, дъщеря на Жан II д’Авен, граф на Ено. Има шест деца: Пиер I; Жак I, основател на клона Бурбон-Вандом; Жана, сключила брак с граф Ги VII дьо Форез; Маргарита, омъжена последователно за Жан II, сеньор на Сюли, и за Ютен дьо Вермей; Беатрис, трета съпруга на чешкия крал Ян Люксембургски, а след неговата гибел – на Йод, сеньор дьо Грансе; Мария, дадена за жена на Ги дьо Люзинян, принц на Галатея и на Кипър, а след като овдовява – на принц Роберто II ди Таранто, титулярен император на Константинопол.
Херцог Пиер I дьо Бурбон загива на бойното поле по време на битката срещу английските войски при Поатие (1356). От брака си с Изабела, дъщеря на граф Шарл Валоа, той е баща на Луи II дьо Бурбон; Жана, омъжена за френския крал Шарл V; Бланш, съпруга на кастилския крал Педро I Жестокия; Бона, дадена за жена първо на принц Готфрид Брабант, а след смъртта му – на граф Амадей VI Савойски; Катерина, сключила брак с Жан VI, граф на Аркур и Омал; Маргарита, съпруга на Арно-Аманийо VIII д’Албре, виконт на Тарта; Мария, станала монахиня.
Херцог Луи II дьо Бурбон, вуйчо на малолетния крал Шарл VI, е един от участниците в неговия регентски съвет. Жени се за Анна, дъщеря на Беро II, дофин на Оверн, от която има двама синове: Жан I дьо Бурбон и Луи (1388 – 1404), сеньор на Божьо, починал без брак. Херцог Жан I дьо Бурбон, взема за съпруга Мария I дьо Бери и по този начин увеличава родовите си владения с нейните наследствени земи: херцогства Оверн и графство Монпансие. След поражението на французите в битката при Азенкур (1415) по време на Стогодишната война той е пленен и прекарва остатъка от живота си в Лондон. Баща е на: Шарл I дьо Бурбон и Луи I, основател на първия клон Бурбон-Монпансие.
Новият владетел Шарл I дьо Бурбон се жени за Агнес, дъщеря на бургундския херцог Жан Безстрашни. От нея има многобройно потомство: Жан II дьо Бурбон; Мария, омъжена за Жан II, херцог на Калабрия; Филип, сеньор на Божьо, починал млад; кардинал Шарл II дьо Бурбон, архиепископ на Лион; Изабела, втора съпруга на своя братовчед, бургундския херцог Шарл I Смели; Луи; Пиер II дьо Бурбон; Катерина, омъжена за Адолф Егмонт, херцог на Гелдерн; Жак (†1468), починал без брак; Жана, дадена за жена на оранския принц Жан II дьо Шалон; Маргарита, съпруга на херцог Филип II Савойски.
Херцог Жан II дьо Бурбон оглавява феодалната опозиция срещу централизаторската политика на крал Луи XI. Сключва три брака: с Жана, дъщеря на френския крал Шарл VII, с Катерина д’Арманяк-Немур и с Жана, дъщеря на граф Жан II дьо Бурбон-Вандом. Няма законни наследници, затова след смъртта му херцогската власт по право се пада на по-малкия му брат Шарл II дьо Бурбон, кардинал и епископ на Лион, който скоро след това се отказва от нея. Луи (1437 – 1482), четвъртият син на Шарл I дьо Бурбон, умира преди по-големите си братя. Той първоначално е княз и епископ на Лиеж, но се отказва от църковната си длъжност през 1467 г. за да се ожени за Катерина Егмонт, херцогиня на Гелдерн. Единственият му син Пиер (1464 – 1529), роден преди брака им и смятан за незаконен, няма правота да наследи херцогство Бурбон. Той основава клона Бурбон-Бюсе, който има представители и в наши дни. След като кардинал Шарл II дьо Бурбон се отказва от наследствените си права, за херцог е обявен сеньорът на Божьо Пиер II дьо Бурбон, петият син на Шарл I дьо Бурбон. Заедно със съпругата си Анна, сестра и регентка на непълнолетния френски крал Шарл VIII, той се намесва активно в държавните дела и успешно защитава авторитета на короната от посегателствата на размирните сеньори. Неговият син Шарл дьо Клермон (†1498) умира преди баща си, а дъщеря му Сузана дьо Бурбон сключва брак със своя братовчед, граф Шарл III дьо Бурбон-Монпансие и му предоставя херцогските права.
- 1327 — 1342: Луи I дьо Бурбон (ок. 1280 – 1342), от 1327 г. 1-ви херцог дьо Бурбон, син на Робер дьо Клермон
- 1342 — 1356: Пиер I дьо Бурбон (ок. 1311 – 1356), 2-ри херцог дьо Бурбон, син на предходния
- 1356 — 1410: Луи II дьо Бурбон (ок. 1336 – 1410), 3-ти херцог дьо Бурбон, син на предходния
- 1410 — 1434: Жан I дьо Бурбон (1381 —1 434), 4-ти херцог дьо Бурбон, син на предходния
- 1434 — 1456: Шарл I дьо Бурбон (1401 – 1456), 5-ти херцог дьо Бурбон, син на предходния
- 1456 — 1488: Жан II дьо Бурбон (1427 – 1488), 6-ти херцог дьо Бурбон, син на предходния
- 1488 — 1488: Шарл II дьо Бурбон (1433 – 1488), син на Шарл I дьо Бурбон
- 1488 — 1503: Пиер II дьо Бурбон (1438 – 1503), 6-ти херцог дьо Бурбон, син на Шарл I дьо Бурбон
- 1503 — 1521: Сузана дьо Бурбон (1491 – 1521), херцогиня дьо Бурбон, дъщеря на предходния
- 1505 — 1527: Шарл III дьо Бурбон (1490 – 1527), 8-ми херцог дьо Бурбон, син на Жилбер дьо Бурбон-Монпансие

### Крале на Навара
Херцог Антоан I, син на херцог Шарл IV дьо Бурбон-Вандом сключва брак с наварската кралица Жана III д’Албре и получава короната на Навара (1555 – 1562). За да остане на престола, той е принуден да приеме калвинизма, но по-късно постъпва на служба като генерал-лейтенант във френската армия и се връща в лоното на католическата църква. Има пет деца: херцог Анри дьо Бомон (1551 – 1553), починал рано; Анри IV; граф Луи-Шарл дьо Марл (1555 – 1557) и Магдалена, починали като малки; Катерина, омъжена за Хайнрих II, херцог на Лотарингия и Бар.
- 1555 – 1562: Антоан I (1518 – 1562), херцог на Вандом (1537 – 1562), син на херцог Шарл IV дьо Бурбон-Вандом
- 1563 – 1589: Анри III (1533 – 1610), херцог на Вандом (Анри I, 1562 – 1589), крал на Франция (Анри IV, 1589 – 1610), син на предходния

### Крале на Франция

#### Анри IV
Кралят на Навара Анри III (1533 – 1610) отгледан и възпитан в строг калвинистки дух от майка си в Беарн, родово владение на династията Албре, разположено в Пиренеите. Отрано взема участие в религиозните войни във Франция и през 1569 г. застава начело на лагера на хугенотите. Опит за изглаждане на противоречията между католици и протестанти е неговият брак с Марьорит, сестра на френския крал Шарл IX. Вместо да доведат до помирение, сватбените тържества са последвани от масово клане на протестанти в Париж, известно като Вартоломеевата нощ (24 август 1572). За да спаси живота си, Анри III временно се отрича от калвинизма, но четири години по-късно успява да избяга от френската столица и отново застава начело на хугенотите. Спечелил благоразположението на френския крал Анри III, той е признат за негов престолонаследник. Убийството на последния представител на династията Валоа довежда до провъзгласяването на Анри III за крал на Франция под името Анри IV (1589 – 1610). Католическият лагер обаче се обявява против владетеля хугенот и продължава да воюва срещу него, привличайки на своя страна и испанския крал Фелипе II. Накрая в името на властта Анри IV приема католицизма и е коронован тържествено през 1593 г. Наскоро след това анулира брака си с Марьорит и през 1600 г. се жени повторно за Мария, дъщеря на флорентинския владетел Франческо I де Медичи. Кралят слага край на изтощителните религиозни войни и омиротворява Франция с подписването на Нантския едикт (1598), който осигурява равноправие на католици и протестанти.
Укрепването на кралската власт дава възможност на Анри IV да възстанови абсолютизма в страната. Той престава да свиква Генералните щати и налага централизирана администрация. Управлението му се свързва и със стопански напредък, особено в областта на земеделието. Поставя се началото на френската колонизация на Канада. Във външната си политика кралят се стреми да поддържа мира, но също така ограничава претенциите на Испания за хегемония в Западна Европа. Франция се превръща в процъфтяваща държава, което е причина за изключителната популярност на монарха.
От втория си брак Анри IV има пет деца: Луи XIII; Гастон, основател на втората Орлеанска династическа линия; Елизабет, съпруга на испанския крал Фелипе IV; Анриета-Мария, омъжена за английския крал Чарлз I Стюарт; Кристина, сключила брак с херцог Виктор Амадей I Савойски. Сред извънбрачните деца на владетеля е херцог Сезар дьо Вандом, къто получава ръката на Франсоаз, дъщеря на херцог Филип-Еманюел дьо Меркюр.

#### Луи XIII
Убийството на Анри IV в Париж от фанатизиран католик отново поставя началото на политическа криза във Франция. На престола се възкачва дванадесетгодишният му син Луи XIII Обични (1610 – 1643), а регентството е поверено на властната му майка Мария де Медичи. Като представител на фамилията, която е известна с покровителството си над изкуствата, кралицата прави немалко за културния разцвет на страната и особено на столицата Париж. С нейно съдействие са построени много архитектурни шедьоври, сред които прочутият Люксембургски дворец. Мария де Медичи е увековечена и в серия от портрети на големия фламандски художник Рубенс. За разлика от съпруга си, тя се ориентира към изглаждане на отношенията с Испания. Сключен е двоен династичен съюз: младият крал се жени за инфантата Анна Австрийска, дъщеря на Фелипе III, а испанският престолонаследник, бъдещият Фелипе IV, сключва брак с Елизабет, дъщеря на Анри IV (1615).
През 1617 г. Луи XIII се съюзява с недоволната аристокрация и се опитва да отхвърли регентството на майка си. Между тях започва ожесточена борба, завършила с изгнанието на кралицата. Лишен от държавнически опит, изправен пред заплахата от непрестанни дворцови интриги, Луи XIII скоро след това попада под влиянието на кардинал Ришельо. Далновиден политик и превъзходен дипломат, кардиналът в качеството си на пръв министър работи до края на живота си за издигането на Франция като първостепенна сила в Европа. През 1628 г. отнема от хугенотите тяхната най-важна крепост Ла Рошел, с което ги лишава от политическо влияние в Южна Франция. В Тридесетгодишната война Ришельо взема страната на германските протестанти и допринася по този начин за неуспеха на Испания. Няколко месеца след смъртта на Ришельо умира и Луи XIII, оставяйки двама синове: Луи XIV и Филип I, основоположник на третата Орлеанска династическа линия.

#### Луи XIV, Кралят Слънце
Луи XIV (1638 – 1715) се ражда след близо двадесет и три годишен безплоден брак на своите родители. Възкачил се на престола на петодишна възраст, в началото той управлява под регентството на майка си Анна Австрийска. Първостепенна роля във френската политика започва да играе кардинал Мазарини, приемник на Ришельо и фаворит на кралицата майка. Той допринася за стабилизирането на монархиеската институция, но настройва срещу себе си широки обществени слоеве, чието недоволство води до гражданска война, известна като Фронда (1649 – 1652). След смъртта на кардинала (1661) Луи XIV обявява, че ще управлява без пръв министър. Той достига до пълното отъждествяване на своята особа с държавата и придава свещен характер на кралската власт, което е в съзвучие с разпространената през 17-ти век в Европа теория за божественото право на монарха. Наричан е ласкателно от поданиците си „кралят Слънце“. Неговото управление бележи апогей в развитието на френския абсолютизъм.
Луи XIV се намесва активно и в икономическия живот на страната. Провежданата от него политика на протекционизъм временно стимулира развитието на манифактурата, на вътрешната и външната търговия, укрепва финансовото състояние на държавата. В областта на църковните дела кралят се опитва да намали влиянието на папския престол върху местната френска (Галиканска) църква, която е под негов контрол. Пред 1685 г. Нантският едикт е отменен, което предизвиква голяма емигрантска вълна от хугеноти към съседните протестантски страни.
По времето на Луи XIV Франция разполага с най-мощната редовна армия в Европа. Това обстоятелство дава възможност на краля да организира поредица от завоевателни войни с цел утвърждаването на страната като първостепенен фактор на континента. През 1679 г. към Франция са присъединени редица бивши испански територии във Фландрия. По-слаби са постиженията във Войната за испанското наследство (1701 – 1714), въпреки че Луи XIV успява да утвърди своя внук Филип, херцог д’Анжу, на престола на Мадрид под името Фелипе V. След това на преден план излиза опасното съперничество с морската сила на Англия и опитът на краля да наложи френската хегемония в Европа завършва с неуспех.
С името на Луи XIV се свързва и големият културен възход на Франция. През тази епоха като стил в изкуството се развива класицизмът, чиито представители Пиер Корней, Молиер, Жан Расин и Жан-Батист Люли творят под личното покровителство на Краля Слънце. По заповед на монарха недалеч от Париж е построен великолепният дворец Версай, където Луи XIV се установява заедно с приближените си. Пищният дворцов церемониал се превръща в образец на подражание за всички европейски столици. Самият владетел лично организира балове, празненства, театрални представления. Модните тенденции, родени във Версай, завладяват цяла Европа.
Сключен по политически съобръжения, бракът на Луи XIV с неговата братовчедка Мария-Тереза, дъщеря на испанския крал Фелипе IV, не е пречка владетелят да отделя време за многобройните си любовни авантюри. От връзката му с Франсоаз-Атенаис, мадам дьо Монтеспан се раждат няколко деца, които впоследствие са узаконени, без право да наследят престола. Сред тях е Франсоаз-Мария дьо Бурбон-Блоа, омъжжена за херцог Филип II Орлеански. След смъртта на кралицата (1683) Луи XIV встъпва в таен брак с маркиза Франсоаз дьо Ментнон, която запазва влиянието си върху него до края на живота му. От първата си съпруга кралят има само един син, великия дофин Луи (1661 – 1711), когото надживява. Дофинът се жени за Мария-Анна-Виктория, дъщеря на баварския курфюрст Фердинанд-Мария фон Вителсбах. Баща е на: бургундския херцог Луи дьо Бургон (1682 – 1712) и херцог Филип д’Анжу (Фелипе V), родоначалник на клона Бурбон-Испания.

#### Луи XV
Бургундскит херцог Луи дьо Бургон умира преди дядо си, затова единственият му син Луи XV (1710 – 1774) едва петгодишен наследява прадядо си на френския престол. Неова майка е Мария-Аделаида, дъщеря на сардинския крал Виторио-Амедео II Детските години на новия владетел преминават под влиянието на негговия регент Филип II д’Орлеан. Достигнал пълнолетие, Луи XV е коронован в Реймс през 1723 г. Тогава политическите дела на Франция поема първият министър, принц Луи-Анри дьо Конде. Съперничеството с династията Орлеан кара принца да анулира годежа на младия монарх с една испанска инфанта и да уреди брака му с Мария, дъщеря на детронирания полски крал Станислав Лешчински (1725). Година по-късно първият министър е сменен с кардинал дьо Фльори, бивш възпитател на Луи XV. Този разумен политик се заема да възстанови икономиката на Франция, като стабилизира финансите и дава нов тласък на търговския обмен.
Във Войната за полското наследство (1733 – 1735) френският владетел взема страната своя тъст, като по този начин Франция си спечелва враждебното отношение на Русия и Хабсбургите. Поредният европейски конфликт, предизвикан от спора за австрийското наследство (1740 – 1748), завършва с неизгоден за Луи XV договор. Участието в Седемгодишната война (1756 – 1763) отново донася загуби на Франция. Нейната колониална мощ е съкрушена от Англия, която ѝ отнема владенията в Канада и окончателно се налага като първа морска сила в света.
Неуспехите в европейската политика се дължат и на факта, че Луи XV предпочита да стои настрана от държавните дела. Отдаден предимно на лов, развлечения, дворцови празненства и извънбрачните си връзки, кралят проявява слаб интерес към живота в своята страна. Почти цялото му управление е силно повлияно от намесата на една или друга негова метреса. Близо двадесет години Луи XV изцяло се съобразява със своята фаворитка маркиза дьо Помпадур, която допринася за сближаването с Австрия и покровителства френските просветители енциклопедисти. В края на живота си владетелят попада под влияние на последната си любовница графиня дю Бари. Безкрайните празненства, прекомерните разходи на двора, както и скандалното поведение на краля уронват силно престижа на монархията и превръщат Луи XV в един от най-непопулярните владетели на Франция.
От съпругата си Мария Лешчинска кралят има един син, дофина Луи (1729 – 1765), и шест дъщери: Луиза-Елизабет, сключила брак с пармския херцог Филипо I; Виктоар, Анриета-Анна, Аделаида, Елизабет и Софи, останали неомъжени. Луи, починал преди баща си, се жени два пъти: за Мария-Тереза, дъщеря на испанския крал Фелипе V, и за Мария-Йозефа, дъщеря на саксонския курфюрст и полски крал Август III. От втория му брак се раждат Мари-Аделаида-Клотилд, омъжена за сардинския крал Карло-Емануеле IV ди Савоя; Луи XVI (1754 – 1793), заел престола на Франция след смъртта на своа дядо през 1774 г.; Луи XVIII; Шарл X; Мари-Елизабет, останала неомъжена.

#### Луи XVI и Луи XVII
Още като престолонаследник през 1770 г. Луи XVI (1754 – 1793) сключва брак с Мария-Антоанета, дъщеря на австрийската императрица Мария Терезия, която става майка на: Мария-Тереза-Шарлота, омъжена за своя братовчед Луи-Антоан д’Ангулем и Луи XVII. Лекомислена и упорита, кралицата често се намесва в държавните дела и способства монархическата институция да продължи да губи авторитета си. Самият Луи XVI, добронамерен и миролюбив, искрено желае да стабилизира положението в страната чрез реформи, но липсата на опит и твърдост не му позволява да реализира намеренията си. Независимо, че издава някои закони, които целят да подобрят състоянието на французите, кралската хазна остава празна. Намесата на Франция на страната на разбунтувалите се американски жители във Войната за независимост на САЩ (1778 – 1783), както и огромните средства, изразходвани за поддържане на пищния двор, изправят държавата пред финансов банкрут. Търсейки изход от създалото се положение кралят е принуден да свика Генералните щати (1789).
В края на 18-ти век назрялата необходимост от промени силно изостря отношенията между абсолютната власт на монарха и утвърждаващата се буржоазия, чиито политически права все още са ограничени. Противно на очакванията Луи XVI и неговото обкръжение, Генералните щати прерастват в Национално учредително събрание, което се заема с изработването на първата френска конституция. Очертава се конфликт между депутатите от третото съсловие и краля. В създалата се ситуация Луи XVI все повече губи контрол върху събитията в столицата. Парижкото въстание от 14 юли 1789 г., по време на което е разрушена Бастилията – символ на кралския абсолютизъм, поставя началото на Великата френска революция. Луи XVI е принуден да се откаже от своето пълновластие, но не се съгласява да подпише Декларацията за правата на човека и гражданина и не санкционира отмяната на феодалното право. Новата вълна на недоволство (5 – 6 октомври 1789) принуждава кралското семейство да премести резиденцията си от Версай в парижкия дворец Тюйлери. Напразно някои дейци на революцията, сред които е граф дьо Мирабо, се опитват да внушат на краля да подкрепи конституцията и по този начин да обедини народа си. Луи XVI предпочита да заложи на военната сила и на австрийската помощ, за да ограничи разрастването на революцията. Възнамерявайки да се свърже с верните си войски, владетелят, преоблачен като обикновен гражданин, бяга заедно със семейството си през нощта срещу 21 юни 1791 г., но е разпознат във Варен и е върнат в столицата. През есента на същата година кралят е принуден да положи клетва пред конституцията, но не престава да очаква ходкрепа отвън.
Революционното правителство, съставено от жирондисти, обявява война на Хабсбургската империя (април 1792). Неуспехите на френските войски засилват недоволството в Париж, прераснало във въстание, което сваля Луи XVI от власт (10 август 1792). На 21 септември 1792 г. Конвентът провъзгласява Първата френска република. Кралското семейство е затворено в замъка Тампъл, а депутатите организират съд над бившия монарх. По време на процеса Луи XVI с достойнство приема гласуваната смъртна присъда. На 21 януари 1793 г. той е екзекутиран публично на Площада на революцията в Париж. Девет месеца по-късно на гилотината загива Мария-Антоанета. Същата участ постига и кралската сестра Мари-Елизабет.
Гибелта на владетелското семейство и последвалият якобински терор предизвикват негативна реакция в цяла Европа и са причина за възникването на редица антифренски коалиции. Синът на екзекутирания монарх, наричан от роялистите Луи XVII (1785 – 1795), е отнет от майка си и дейците на Парижката комуна (общинската управа на революционен Париж) го поверяват на обущаря Симон, за да го възпита като дете от народа. С крехко здраве, Луи XVII умира едва десетгодишен. Ранната му смърт поражда различни слухове и предизвиква по-късно появата на мнозина самозванци.

#### Луи XVIII
Не всички членове на династията Бурбон стават жертва на революцията. Двамата братя на Луи XVI, граф дьо Прованс и граф д’Артоа, успяват да емигрират. По-големият от тях, бъдещият крал Луи XVIII (1814 – 1815, 1815 – 1824), се скита близо десет години, търсейки убежище в различни европейски дворове. В началото живее във Верона и в германското херцогство Брауншвайг. По-късно е приютен от руския император Павел I, но е екстрадиран след сключването на договор между Русия и първия консул Наполеон Бонапарт. С обявяването на Първата френска империя (1804), Луи XVIII загубва напълно подкрепата на Великите сили и живее забравен от всички в Англия, а роялистката кауза изглежда обречена на неуспех. По време на своето изгнание кралят поддържа известни контакти с привържениците си във Франция, за които е единствена и последна надежда. Положението се променя след разгрома на император Наполеон I в Русия (1812), когато европейската дипломация си спомня отново за Луи XVIII. Заточаването на сваления император на остров Елба позволява на краля да се завърне в Париж и да заеме престола (1814), като обещава да съблюдава правата и свободите на гражданите. Стоте дни на Наполеон I го принуждават отново да избяга в Белгия. По време на втората си реставрация (1815) Луи XVIII официално декларира, че ще води политика на помирение между французите. До края на управлението си монархът се опитва да ограничи исканията на ултрароялистите за възстановяване на стария режим, но често отстъпва пред техния натиск.
От брака на Луи XVIII с Мария-Жозефина-Луиза, дъщеря на сардинския крал Виторио-Амедео III ди Савоя не се раждат деца.

#### Шарл X
Поради това, че Луи XVIII няма наследници, след неговата смърт престолът е зает от неговия брат, граф д’Артоа, под името Шарл X (1824 – 1830). Подобно на предшественика си, Шарл X живее в емиграция (предимно в Англия) по време на революцията и Първата френска империя. След реставрацията на Бурбоните се завръща в родината си и застава начело на ултрароялистите. Смъртта на Луи XVIII му осигурява короната. Шарл X е последният френски крал, коронован в Реймс. Характерни за неговото управление са крайно непопулярните мерки, осъществявани от правителството начело с ултрароялисти, покровителствани от краля. Външната политика на Шарл X донася известни успехи на Франция. Кралят изпраща войски в подкрепа на въстаналите срещу османското владичество гърци (1827), а дни преди да бъде свален от власт, организира експедиция за превземането на Алжир. Започва ерата на френската колониална политика в Северна Африка. Реакционните действия на Шарл X и неговите привърженици довеждат до избухването на Юлската революция (27 – 29 юли 1830). Монархът се опитва да спаси династията, като абдикира в полза на своя внук граф Дьо Шамбор, но този акт се оказва закъснял. Бурбоните са отстранени от власт, а тронът е предложен на херцог Луи Филип д’Орлеан. До края на живота си Шарл X е принуден да живее в изгнание (в Англия и Чехия). Умира в Северна Италия през 1836 г.
По-големият син на Шарл X, херцог Луи-Антоан д’Ангулем (1775 – 1844), роден от съпругата му Мария-Тереза, дъщеря на сардинския крал Виторио-Амедео III ди Савоя, придружава баща си след абдикацията му в чужбина. Той няма деца от брака си със своята братовчедка Мария-Тереза-Шарлота, дъщеря на гилотинирания френски крал Луи XVI.
По-малкият син на Шарл X, херцог Шарл-Фердинанд дьо Бери (1778 – 1820), е убит при атентат в Париж. Неговата съпруга Мария-Каролина, дъщеря на краля на Двете Сицилии Франчческо I ди Бурбон, става майка на Мария-Луиза, омъжена за пармския херцог Карло III ди Бурбон, а седем месеца след гибелта на херцог дьо Бери ражда син, Анри, граф Дьо Шамбор (1820 – 1883). Амбициозна по дух, тя се опитва да възкачи сина си на престола, като организира в Южна Франция въстание срущу крал Луи-Филип д’Орлеан. Граф дьо Шамбор, последният представител на кралската династия на Бурбоните, прекарва живота си в Австрия. След падането на Втората френска империя (1870) той отново декларира претенциите си за престола. Няма наследници от брака си с Мария-Тереза, дъщеря на моденския херцог Франческо IV фон Хабсбург-Есте, затова, преди да умре, делегира правата си на династията Орлеан.
÷=== Крале на Франция от династията Бурбони ====
- 1589 – 1610: Анри IV (13.12.1533 – 14.5.1610), херцог на Вандом (Анри I, 1562 – 1589), крал на Навара (Анри III, 1563 – 1589), син на Антоан I, крал на Навара и херцог на Вандом
- 1610 – 1643: Луи XIII Обични (27.9.1601 – 14.5.1643), син на предходния
- 1643 – 1715: Луи XIV, Кралят Слънце (5.9.1638 – 1.9.1715), син на предходния
- 1715 – 1774: Луи XV (15.2.1710 – 10.5.1774), правнук на Луи XIV
- 1774 – 1791: Луи XVI (23.8.1754 – 21.1.1793), син на Луи, дофин на Франция (1729 – 1765)
- 1814 – 1815, 1815 – 1824: Луи XVIII (17.11.1755 – 16.9.1824), син на Луи, дофин на Франция (1729 – 1765)
- 1824 – 1830: Шарл X, (9.10.1757 – 6.11.1836), син на Луи, дофин на Франция (1729 – 1765)

## Династия на Бурбоните в Испания
Бурбоните управляват Испания от 1700 г. до днес с няколко прекъсвания по различни причини – чужда окупация, обявяване на република или диктатура – но неизменно се връщат на престола. По-точно периодите им на управление са 1700 – 1808, 1813 – 1868, 1874 – 1931 и от 1975 до днес.

### Крале на Испания от династията Бурбони
- (16.11.1700 – 14.1.1724, 6.9.1724 – 9.7.1746): Фелипе V (19.12.1683 – 9.7.1746), херцог на Люксембург (1700 – 1712); херцог на Милано (1700 – 1706); внук на Луи XIV
- (14.1 – 31.8.1724): Луис I (25.8.1707 – 31.8.1724), син на предходния
- (9.7.1746 – 10.8.1759): Фернандо VI (23.9.1713 – 10.8.1759), син на Фелипе V
- (10.8.1759 – 14.12.1788): Карлос III (20.1.1716 – 14.12.1788), херцог на Парма (Карло I 1731 – 1735); крал на Неапол (Карло VII 1734 – 1759); крал на Сицилия (Карло V 1734 – 1759); син на Фелипе V
- (14.12.1788 – 19.3.1808, 6.5.1808): Карлос IV (11.11.1748 – 20.1.1819), син на предходния
- (19.3 – 6.5.1808, 11.12.1813 – 29.9.1833): Фернандо VII (14.10.1784 – 29.9.1833), син на предходния
- (29.9.1833 – 30.9.1868): Изабела II (10.10.1830 – 19.4.1904), дъщеря на предходния
- (29.12.1874 – 28.11.1885): Алфонсо XII (28.11.1857 – 25.11.1885), син на Изабела II
- (17.5.1886 – 14.4.1931): Алфонсо XIII (17.5.1886 – 28.2.1941), син на предходния
- (22.11.1975 – 18.6.2014): Хуан Карлос I (*5.1.1938), внук на Алфонсо XIII
- (от 18.6.2014): Фелипе VI (*30.1.1968), син на предходния

#### Фелипе V и Луис I
Родоначалник на Испанските Бурбони е херцог Филип д’Анжу, внук на френския крал Луи XIV. Той получава испанската корона според завещанието на Карлос II, последен представител на Хабсбургите в пиренейската държава. Провъзгласен е за крал под името Фелипе V (1700 – 1724, 1724 – 1746). Претенциите на австрийските Хабсбурги подтикват Луи XIV да започне – в защита на правата на своя внук – продължителна Война за испанското наследство (1701 – 1714), приключила с признаването на Фелипе V за испански крал. В замяна на това той се отказва от властта над Неапол, Сардиния, Сицилия, Тоскана, Милано и Белгия в полза на Австрия. През 1717 – 1718 г. се опитва да си върне Сицилия и Сардиния, но флотът му е разгромен от англичаните. Ориентира се към подобряване на отношенията с Австрия, в резултат на което осигурява на сина си Карлос управлението на три италиански херцогства: Тоскана, Парма и Пиаченца (1729). По-късно, през 1738 г. ги заменя срещу кралствата Неапол и Сицилия, отнети от испанската корона след Войната за испанското наследство.
Владетелят се жени за Мария-Луиза-Габриела, дъщеря на сардинския крал Виторио-Амедео II ди Савоя, а след нейната смърт взема за съпруга Изабела, дъщеря и наследница на пармския херцог Одоардо II Фарнезе. Новата кралица превръща своя италиански фаворит кардинал Алберони в най-влиятелната фигура в политическия живот на Испания. От първия си брак Фелипе V има двама синове: Луис I и Фернандо VI. Неговата втора съпруга му ражда още шест деца: Карлос III; Мария-Анна-Виктория, омъжена за португалския крал Жозе I де Браганса; Фелипе (Фелипо), основал клона Бурбон-Парма; Мария-Тереза, сключила брак с френския дофин Луи, син на крал Луи XV; граф Луис де Чинчон; Мария-Антония, съпруга на сардинския крал Виторио-Амедео III ди Савоя. Граф Луис де Чинчон (1727 – 1785) губи правата си на принц поради морганатичния си брак с Мария-Тереза де Валябрига, заради който се отказва и от кардиналско достойнство. Има две деца: кардинал Луис, архиепископ на Толедо и Мария-Тереза, омъжена за Мануел Годой, фаворит на крал Карлос IV. На 14 януари 1724 г. в момент на депресия Фелипе V се отказва от престола в полза на първородния си син Луис I. Младият крал умира на 31 август 1724 г. и не оставя потомци от брака си с Луиза-Елизабет, дъщеря на херцог Филип II Орлеански. След неговата смърт баща му отново поема властта.

#### Фернандо VI
Фелипе V е наследен от втория си син Фернандо VI (1746 – 1759). Управлението на този крал се характеризира с миролюбива външна политика и с провеждането на реформи, подобрили живота в страната. В края на живота си владетелят получава тежко психическо заболяване и не е в състояние лично да ръководи държавните дела. Няма деца от съпругата си Мария-Барбара, дъщеря на португалския крал Жуау V, която поема управлението от негово име.

#### Карлос III
След смъртта на Фернандо VI на престола се възкачва по-малкият му брат Карлос III (1759 – 1788), дотогава крал на Неапол и Сицилия. Новият владетел има голям политически опит и се придържа към идеите на просветения абсолютизъм. Той дава тласък на значителни административни и икономически реформи, подобрява образователната система и повишава боеспособността на армията. Ликвидира феодалните свободи на провинциите, престава да свиква Кортесите, а висшата аристокрация губи предишното си влияние. През 1767 г. Карлос III екстрадира от Испания членовете на Йезуитския орден. По негово време действа добра данъчни система, активизират се вътрешната и външната търговия. Един от малкото неуспехи на Карлос III е загубата на Флорида в резултат от Седемгодишната война (1756 – 1763).
Кралят сключва брак с Мария-Амалия, дъщеря на саксонския курфюрст и полски крал Август III. Има седем деца: Мария-Луиза, омъжена за австрийския император Леополд II; Фелипе (1747 – 1777), херцог на Калабрия, починал неженен; Карлос IV; Фердинандо I, основоположник на клона Бурбон-Сицилия; Габриел (1752 – 1788), от чийто брак с Мария-Анна-Виктория, дъщеря на португалския крал Педру III, води началото си линията на херцозите Марчена, Дурсал, Ансола и Хернани, просъществувала до 1979 г.; Антонио-Паскуал (1755 – 1817), който няма потомци от брака си със своята племенница Мария-Амалия, дъщеря на испанския крал Карлос IV; Франсиско-Хавиер (1757 – 1771), починал като дете.

#### Карлос IV
Следващият испански монарх Карлос IV (1788 – 1808), за разлика от своя баща, е слаб и безхарактерен владетел. Както мнозина свои предшественици и той се оставя да бъде ръководен от съпругата си Мария-Луиза, дъщеря на пармския херцог Филипо I де Бурбон. Фаворитът на кралицата Мануел Годой с течение на времето отнема всички реални прерогативи на Карлос IV и дори успява да влезе в кралското семейство чрез брака си с Мария-Тереза, дъщеря на граф Луис де Чинчон. След неуспешна война с революционна Франция (1793 – 1795) Испания се превръща в сателит на могъщата си съседка. Наполеон I въвлича испанските войски в тежък военен конфликт с Англия и те търпят поражение в морската битка при нос Трафалгар (1805). На срещата в Байон (1808) френският император принуждава Карлос IV да абдикира и поставя на престола в Мадрид своя брат Жозеф Бонапарт. Детронираният крал не се завръща повече в своята страна и умира в Италия през 1819 г.
От съпругата си Мария-Луиза, Карлос IV има седем деца: Карлота-Хоакина, омъжена за португалския крал Жуау VI; Мария-Амалия, сключила брак с чичо си, инфанта Антонио-Паскуал де Бурбон; Мария-Луиза, съпруга на Лодовико I ди Бурбон-Парма, крал на Етрурия; Фернандо VII; граф Карлос де Молина, пръв представител на линията Бурбон-Карлисти; Мария-Изабела, омъжена за овдовелия крал на Двете Сицилии Франческо I ди Бурбон; Франсиско де Паула, херцог на Кадис. Най-малкият син на Карлос IV, Франсиско де Паула, се жени за своята племенница Луиза-Карлота, дъщеря на Франческо I ди Бурбон и има двама синове: Франсиско де Асизи, съпруг на испанската кралица Изабела II, негова братовчедка и Енрике, основател на стратичния клон Бурбон-Севиля.

#### Фернандо VII
По време на управлението на Жозеф Бонапарт (1808 – 1813) Фернандо VII (1808, 1813 – 1833) е държан под стража във френския замък Валансе. В края на 1813 г., след поражението на Наполеон I, той получава възможността да се завърне като крал в Мадрид. Отменя конституцията, не свиква Кортесите и възобновява абсолютната монархия. Вълненията на опозиционните кръгове го принуждават да възстанови конституционния режим привидно (1820), но същевременно той прибягва към помощта на Свещения съюз. Походът в Испания на френския херцог Луи Антоан д’Ангулем връща изгубените прерогативи на владетеля. Нов удар на испанската корона нанасят южноамериканските ѝ владения, които едно след друго обявяват своята независимост. Испания се намира в безизходица: финансите ѝ са пред банкрут, икономическия живот е в пълен упадък, а правителството налага на поданиците си жесток полицейски режим.
Кралят няма деца от първите си три брака: с Мария-Антония, дъщеря на краля на Двете Сицилии Фердинандо I ди Бурбон, със своята племенница Мария-Изабела, дъщеря на португалския крал Жуау VI и с Мария-Йозефа, дъщеря на принц Максимилиан Саксонски. През 1829 г. той се жени за четвърти път за Мария-Кристина, дъщеря на краля на Двете Сицилии Франческо I ди Бурбон. Раждат му се две дъщери: Изабела II и Мария-Луиза-Фернанда. В полза на по-голямата от тях Фернандо VII отменя установеното от Бурбоните в Испания салическо престолонаследие. Решението му предизвиква недоволството на граф Карлос де Молина, брат на краля, и поставя началото на карлисткото движение, продължило да съществува и през 20-ти век.

#### Изабела II
След смъртта на Фернандо VII короната преминава у неговата първородна дъщеря Изабела II (1833 – 1868). Тя е непълнолетна и през първите години от управлението ѝ властта е в ръцете на нейната майка, регентката Мария-Кристина. Вдовицата на Фернандо VII лавира между левите и десните сили в испанския политически живот, макар симпатиите ѝ да са на страната на консерваторите. През 1840 г. либералите вземат надмощие и регентката е принудена да емигрира във Франция. [[Исабела II|Изабела II] е обямена за пълнолатна през 1843 г., след което връща майка си в Испания и Мария-Кристина отново застава начело на управлението. Симпатизирайки на Франция, регентката има желание да омъжи дъщеря си за херцог Анри д’Омал, син на крал Луи-Филип, но се натъква на съпротива от страна на Англия. След като не успява да осъществи този брак, кралицата майка допуска компромис: Изабела II става съпруга на своя братовчед Франсиско де Асизи (1846). Като компенсация Мария-Кристина омъжва в същия ден и по-малката си дъщеря Мария-Луиза-Фернанда за херцог Антоан-Мари-Филип дьо Монпансие, син на френския крал Луи-Филип. Регентката доминира и в политичческия живот на Испания до 1854 г., когато либералите я принуждават окончателно да се откаже от властта.
Самостоятелното управление на Изабела II се характеризира със силното влияние на нейните фаворити, които последователно се сменят начело на кибинетите. През 1868 г. бунт на военните заставя кралицата да избяга във Франция, без да абдикира. Новото правителство възнамерява да предостави испанския престол на княз Леополд фон Хоенцолерн-Зигмаринген. Идеята не се осъществява и това служи като претекст за Френско-пруската война (1870 – 1871).
По време на своето изгнание Изабела II все пак се отказва от трона (1870) в полза на сина си Алфонсо XII (1874 – 1885). Умира в Париж през 1904 г. Една от дъщерите ѝ, Мария-Еулалия, е дадена за съпруга на своя братовчед Антонио д’Орлеан-Монпансие, херцог на Галиера, втората, Мария-Изабела – на Гаетано ди Бурбон-Сицилия, граф на Джирдженти, а третата, Мария – на баварския принц Лудвиг-Фердинанд.

#### Алфонсо XII
След краткото управление в Испания на Амедео I ди Савоя-Аоста, избран от Кортесите за крал, през 1874 г. Алфонсо XII получава възможността да заеме престола в Мадрид. Успява да сложи край на Втората карлистка война (1876) и въвежда конституция, която се стреми да спазва. Умира на 28-годишна възраст. Женен е два пъти: за своята братовчедка Мария-Мерседес, дъщеря на херцог Антоан-Мари-Филип д’Орлеан-Монпансие, и за Мария-Кристина, дъщеря на ерцхерцог Карл Фердинанд Австрийски. От втория си брак Алфонсо XII има две дъщери: Мария-Мерседес, омъжена за Карло ди Бурбон-Сицилия, принц на Мадрид, и Мария-Тереза, съпруга на баварския принц Фердинанд-Мария фон Вителсбах. Шест месеца след смъртта на монарха кралица Мария-Кристина ражда и син, Алфонсо XIII (1886 – 1931).

#### Алфонсо XIII
До навършване на пълнолетие (1902) Алфонсо XIII управлява под регентството на своята майка. По това време Испания, претърпяла поражение във войната със САЩ (1898), губи последните си владения извън Европа: Куба, Пуерто Рико и Филипините. Загубата на последните остатъци от испанската колониална империя, както и тежката икономическа криза от 1917 г. са удар върху престижа на монарха. Той допуска в страната да се установи диктатурата на генерал Мигел Примо де Ривера (1923 – 1930). През 1931 г. републиканските сили печелят голяма изборна победа и Алфонсо XIII напуска Испания заедно със своето семейство, без да се откаже от правата си върху престола. Десет години по-късно умира в Рим.
Кралят е женен за Виктория-Евгения, дъщеря на баденския принц Хайнрих фон Батенберг. Баща е на: Алфонсо; Хайме; Беатриса (1909 – 2002), омъжена за Алесандро Торлония, принц на Чивитела-Чези; Мария-Кристина (1911 – 1996), съпруга на граф Енрико-Еудженио ди Мароне; Хуан (1913 – 1993); Гонсалво (1914 – 1934) починал неженен. Алфонсо (1907 – 1938), първородният син, се отказва от правото да наследи престола, за да сключи морганатичен брак с Еделмира Санпедро-Осехо. След като овдовява, се жени повторно за Марта Рокафор. Умира без наследници. Дон Хайме (1908 – 1975), вторият син на Алфонсо XIII, който е глухоням, също се отказва от наследствените си права. През 1935 г. получава титлата „херцог на Сеговия“, а през 1946 г. става херцог на Анжу. Френските легитимисти издигат кандидатурата му за трона на Франция под името Анри VI след Втората световна война. Взема за съпруга Емануела дьо Дампиер, а след като се развежда с нея, се жени за Шарлота Тидеман. Има двама синове, родени от първия му брак: Алфонсо (1936 – 1989), херцог на Анжу и Кадис, и Карлос-Гонсалво (1937 – 2000), херцог на Аквитания, който не сключва брак. От съпругата си Мария ду Кармел Мартинес и Франко, с която се развежда през 1979 г., херцог Алфонсо д’Анжу има двама синове: Франсиско (1972 – 1984), херцог на Бретан и Бурбон, и Луис-Алфонсо (р. 1974), който е днешният претендент за френската корона като старши представител на Бурбоните.

#### Хуан-Карлос I
Крал Алфонсо XIII отределя за свой наследник третия си син граф Хуан де Барселона (1913 – 1993). По време на франкисткия режим в Испания (1939 – 1975) той е принуден да живее извън родината си и не крие своята враждебност към генерал Франко. В стремежа си да ограничи влиянието на дон Хуан диктатора предлага неговият син Хуан Карлос, роден от брака му с Мария-Мерседес, дъщеря на принц Карло ди Бурбон-Сицилия, да бъде изпратен в Мадрид (1948). Там бъдещият крал получава добро възпитание, както и солидно военно и юридическо образование. За да спечели симпатиите на монархистите, през 1969 г. Франко обявява младия принц за свой наследник. След смъртта на диктатора Хуан Карлос I се възкачва на испанския престол (22 ноември 1975) и неотклонно следва идеята за установяване на конституционна монархия. През 1977 г. неговият баща официално се отказва от правата си върху короната и до смъртта си живее в Испания. Хуан Карлос I отменя забраната на политическите партии, включително и тези от левицата. Организира национален референдум (1978) и съдейства за приемането на демократична конституция, узаконяваща парламентарната монархия. През 1981 г. военните правят опит за преврат и превземат парламента. Кралят успява да овладее ситуацията и запазва демократичното управление, с което затвърждава високия си авторитет срад народа.
Хуан Карлос I има по-малък брат, Алфонсо (1941 – 1956), починал млад, както и две сестри: Мария-Пилар, херцогиня на Бадахос, омъжена за Луис Гомес-Асебо, граф Де ла Тори, и Маргарита, сключила брак с Каарлос Сурита, херцог Де Сория. Хуан Карлос I е женен за София, дъщеря на гръцкия крал Павлос I. От този брак се раждат три деца: Елена (р. 1963), омъжена за Хайме де Маричалара-Саенс де Техада, херцог Де Луго; Кристина (р. 1965), съпруга на Иняки Урдангарин; Фелипе VI (р. 1968).

#### Фелипе VI
През 2014 г. крал Хуан Карлос I абдикира в полза на сина си Фелипе VI. Той е женен за Летисия Ортис (р. 1972), от която има две деца: Леонор де Бурбон (р. 2005) и София де Бурбон (р. 2007).

### Клон Бурбон-Карлисти
Този клон получава името си от популярното название на привържениците на дон Карлос (1778 – 1855), втори син на испанския крал Карлос IV. Представителите му претендират за испанската корона. Те извеждат правата си от въведения при крал Фелипе V и отменен през 1830 г. френски салически закон, според който престолът се наследява само по мъжка линия. Трите брака на Фернандо VII, от които не се раждат деца, увеличават шансовете на по-малкия му брат дон Карлос да заеме престола. Раждането на инфантата Изабела II през 1830 г. нанася удар върху неговите надежди, защото кралят променя закона за престолонаследието в полза на своята дъщеря. Това решение събужда недоволство сред привържениците на дон Карлос, които след смъртта на Фернандо VII (1833) го обявяват за крал под името Карлос V. Съперничеството между Карлос и Изабела е причина за Първата карлистка война в Испания (1834 – 1839), завършила с поражение за претендента. През 1844 г. след като се установява във Франция, той се отказва от своите претенции в полза на най-големия си син и се отттегля в Австрия под името граф Де Молина. От брака си със своята племенница Мария-Франческа, дъщеря на португалския крал Жуау VI, той има трима синове: Карлос-Луис (1818 – 1861); Хуан; Фернандо (1824 – 1861).
Новият претендент Карлос-Луис (1818 – 1861), граф Де Монтемолин, наричан от последователите си Карлос VI, през 1860 г. се опитва да завземе със сила испанския престол, но претърпява неуспех. Той сключва брак с Каролина-Фердинанда, дъщеря на Франческо I ди Бурбон, крал на Двете Сицилии, но няма деца. След неговата смърт карлистката опозиция е оглавена от по-малкия му брат Хуан (1822 – 1887), наричан Хуан III. Той е женен за Мария-Беатриче, дъщеря на моденския херцог Франческо IV фон Хабсбург-Есте. Има двама синове: Карлос (1848 – 1909), херцог на Мадрид, и Алфонсо-Карлос (1849 – 1936), херцог на Анжу. Дон Хуан прехвърля правата си на своа първороден син, когото привържениците му назовават Карлос VII. Новият претендент пристига в Испания през 1873 г., с което се поставя началото на Втората карлистка война (1873 – 1876). Поредното поражение на карлистите го принуждава да се оттегли във Франция и да прекара остатъка от живота си в емиграция. Негова първа съпругга е Маргарита, дъщеря на пармския херцог Карло III ди Бурбон. След смъртта ѝ сключва брак с принцеса Мария-Берта дьо Роан. От първия си брак ма дъщеря Бланка, омъжена за херцог Леополд-Салваторе фон Хабсбург-Тоскана и син Хайме.
Карлисткото движение има своите последователи и през 20-ти век, когато го оглавява дон Хайме (1870 – 1931), херцог на Анжу и Мадрид, син на дон Карлос от първата му съпруга. Той създава Традиционалистката партия (1918), която декларира открита враждебност към управляващата династия в Испания. След падането на Алфонсо XIII от власт (1931) карлистите се обявяват срещу републиката и вземат участие в гражданската война (1936 – 1939). Включват се във франкисткото Национално движение. Тяхната опозиция се възражда, когато диктаторът Франко признава Хуан Карлос I за свой наследник. След смъртта на дон Хайме карлисткото движение е оглавено от неговия чичо Алфонсо-Карлос (1849 – 1936), последен представител на този клон на Бурбоните. Тай няма деца от съпругата си Мария, дъщеря на португалския крал Мигел I. Когато Алфонсо-Карло умира, поради липса на други преки мъжки наследници претенции за короната издигат Хавиер-Франсиско де Бурбон-Парма (1889 – 1977) и неговият син Систо-Енрике (р. 1940), които са принудени да живеят извън Испания.